# ロジャー・ジョンソン
ロジャー・ジョンソン（Roger Johnson, 1983年4月28日 - ）は、イングランド・サリー州アシュフォード出身の元サッカー選手。現役時代のポジションはディフェンダー。

## 経歴
ウィコム・ワンダラーズFCのユース出身。勇敢なタックルで相手FWを抑え込む一方、その血気盛んな一面があだとなり、元ウェールズ代表のサヴェイジに「礼儀知らず」と一喝されたことも。少年時代はチェルシーのファンで年間パスを持っていた。
2008年、カーディフ・シティFCの一員としてFAカップ決勝戦に進出。
2009年よりバーミンガム・シティFCに移籍。
2011年、バーミンガム・シティFCが降格したためウルヴァーハンプトンに移籍。すぐに闘争心を買われてキャプテンに任命された。果敢にウォルヴスのディフェンスラインを支え続けたが気性の激しさは変わらず、2-3で敗戦したボルトン戦でチームメイトのウェイン・ヘネシーと激しく口論となり、拳を掲げてヘネシーを挑発。これにより、数試合メンバーから外された。
2015年8月18日、ISLのFCプネー・シティに加入した。

## 所属クラブ
- ウィコム・ワンダラーズFC 2000-2006
- カーディフ・シティFC 2006-2009
- バーミンガム・シティFC 2009-2011
- ウルヴァーハンプトン・ワンダラーズFC 2011-2015

→  シェフィールド・ウェンズデイFC 2013-2014 (loan)
→  ウェストハム・ユナイテッドFC 2014 (loan)
- チャールトン・アスレティックFC 2011-2015
- FCプネー・シティ 2015-2016
- チャールトン・アスレティックFC 2016-2017
- ブロムリーFC 2017-2019

## タイトル
クラブ
 バーミンガム・シティFC
- フットボールリーグカップ 2010-2011